# Movimiento Pro-Emancipación de las Mujeres de Chile
El Movimiento Pro-Emancipación de las Mujeres de Chile (MEMCH) es una organización no gubernamental que busca contribuir a la igualdad de derechos de las mujeres en la sociedad, al fortalecimiento y articulación del movimiento de las mujeres chilenas y a impulsar el ejercicio de su ciudadanía. El MEMCH fue creado en 1935 y desarrolló una primera etapa hasta 1953. Fue reorganizado en 1983 como espacio de encuentro de organizaciones de mujeres para la unidad de lucha para el retorno a la democracia en Chile. En la actualidad en su declaración de principios se define como una organización de carácter nacional y multiclasista, esto debido a que, además de agrupar en su seno a mujeres de todas las tendencias ideológicas, y de todos los credos religiosos, también acogió a profesionales, empleadas domésticas y a las dueñas casa con la sola condición de estar dispuestas a luchar por la liberación social, económica y jurídica de la mujer.

## Los orígenes: MEMCH (1935-1953)
Se remontan al 11 de mayo de 1935 cuando un grupo de avanzadas chilenas, se organizan en el MEMCH para luchar por la igualdad de derechos de las mujeres. Las fundadoras fueron: Elena Caffarena, Gabriela Mandujano, Felisa Vergara, Marta Vergara, Eulogia Román, Domitila Ulloa, Olga Poblete, Flor Heredia, Evangelina Matte, Aída Parada, María Ramírez y Clara Williams de Yunge.
El MEMCH permaneció activo durante dieciocho años y jugó un protagónico papel en las luchas que libraron las mujeres de esa época. Su organización se extendió a lo largo de todo el país y sus acciones fueron decisivas para lograr finalmente en 1949 el derecho a voto para la mujer. Publicó La Mujer Nueva entre 1935-1941. Realizó Congresos Nacionales en 1937, 1940 y 1944. Adhiere al Frente Popular.
El MEMCH no solo logró conseguir el derecho al sufragio femenino. Sino que, con su enfoque, buscaron la igualdad de derechos para la mujer, encontrándose dentro de sus principales problemáticas tratadas, el derecho al trabajo, la creación de centros de madres y de niños, derecho a la educación y la cultura, hogares colectivos para mujeres solteras o viudas sin hijos y término de los conventillos y construcción de viviendas populares. A su vez, incluían demandas que provocaban exasperación, tales como: control de la natalidad, aborto y divorcio.
Con el paso del tiempo muchas de las dirigentes del MEMCH se fueron integrando a otros espacios políticos y esta organización se fue extinguiendo, para finalmente disolverse en 1953.

## Refundación del MEMCH
En julio de 1983 renace el MEMCH como instancia de coordinación de organizaciones de mujeres. Participan en su refundación dos importantes dirigentas y fundadoras del antiguo MEMCH, Elena Caffarena y Olga Poblete, junto a Julieta Kirkwood. El nacimiento de este nuevo MEMCH, se da en plena dictadura, como culminación de un proceso de búsqueda por parte de las mujeres para encontrar caminos de unidad y convergencia que les permitieran enfrentar los difíciles momentos que se vivían en Chile. 
Esta instancia se origina en el marco de la presentación de una Antología del MEMCH, escrita precisamente por Olga Poblete y Elena Cafferena y para diferenciarla de MEMCH de los años 1930, se le denomina MEMCH 83. Por largo tiempo el MEMCH 83 articuló a más de catorce organizaciones de mujeres en torno a los siguientes objetivos y principios:
- La lucha por la democracia y el respeto a los derechos humanos.
- La eliminación de todas las formas de discriminación contra la mujer.
- La solidaridad con el movimiento femeninointernacional y la preservación medio ambiente.
- Consecuente con su declaración de principios, una parte importante de su accionar en esta etapa se centró en la lucha antidictatorial.

Durante los años de dictadura, el MEMCH participó activamente en las protestas y acciones que se desarrollaban en defensa de los derechos humanos. Por su vocación unitaria y capacidad de convocatoria las integrantes del MEMCH sirvieron de resistencia para las poblaciones y campamentos donde la dictadura demostraba presencia. Organizaron a la juventud del lugar y a los partidos políticos clandestinos. Todos estos avances fueron en conjunto con la Iglesia Católica. Es por esto que el MEMCH fue de las principales instituciones de oposición a la  dictadura, protagonizando muchas instancias de resistencia. Esta organización  jugó un papel en la articulación de las mujeres y en el desarrollo de acciones comunes en la lucha por la democracia.
En 1983, MEMCH unió fuerzas con otro movimiento llamado Women for Life, creando un grupo unificado llamado MEMCH 83. En este momento, MEMCH consistía en líderes que estaban políticamente alineados con "partidos de izquierda" y una "gran cantidad de miembros de veintiséis organizaciones de mujeres".
La postura de las integrantes del MEMCH era de “oposición al gobierno militar y un deseo por el retorno de la democracia", lo que creó un objetivo unificador y permitió la creación de un espacio donde se pudieran hacer demandas basadas en el género. Estas demandas incluían la igualdad de las mujeres y la paz. En parte, su fuerte oposición se debió a la brutal represión del régimen, que les permitió unirse "en defensa de la vida" y "reclamar el derecho de los miembros de su familia a existir independientemente de sus ideas políticas". Los medios a través de los cuales mostraron su oposición eran a menudo simbólicos e incluían "una cuerda que unía a los manifestantes, gestos multiplicados como las manos limpias en el aire o los coros por todas las mujeres juntas", todo lo cual ayudó a unificar el grupo. Además, MEMCH también fue responsable del establecimiento de una agenda para mujeres, que llevó a una conferencia organizada por la  ONU en 1985 en Nairobi llamada El Decenio Internacional de las Mujeres.
En el año 1987, gracias a un proyecto de capacitación aprobado por la Comunidad Económica Europea, se arrendó un local para conseguir un cuartel central que posibilitara la reunión en tiempos de dictadura.

## El MEMCH actual
Al iniciarse en Chile el proceso de transición a la democracia, el MEMCH 83 debió forzosamente readecuar su estructura a los nuevos tiempos.
Razones económicas y políticas habían ido debilitando a las organizaciones que integraban la coordinación. Careciéndose de recursos materiales y humanos para mantener una organización de carácter nacional.
Se abre dentro del MEMCH un largo proceso de discusión acerca de cómo ir cumpliendo los desafíos en esta nueva etapa. De la discusión nació la necesidad de refundir las organizaciones que se coordinaban en el MEMCH en una sola para asegurar su continuidad. Así fue como el MEMCH 83 de una instancia de coordinación se transformó en una organización en sí, que comenzó a funcionar autónomamente. Fue necesario también iniciar los trámites para obtener personalidad jurídica y transformar al MEMCH en una ONG. Se define la misión del MEMCH en esta nueva etapa debía ser la de contribuir a la mantención y fortalecimiento del movimiento de mujeres y a su readecuación al proceso político que se iniciaba en Chile.
Para ello el énfasis principal del MEMCH ha sido trabajar con mujeres de sectores populares e impulsar su proceso de desarrollo personal y su concientización cívica. Esta organización ha buscado contribuir a la articulación de las organizaciones de mujeres y al fortalecimiento de las redes temáticas. Entregar instrumentos a las mujeres para fortalecer sus liderazgos y para lograr su autonomía social y económica.
Las integrantes del MEMCH para difundir el movimiento participan todos los años en diferentes campañas, algunas de estas son: 
- 8 de marzo “Día internacional de la mujer”.
- 28 de mayo “Día Internacional de Acción por la Salud de las Mujeres”.
- 28 de septiembre “Día Internacional de Acción por la Despenalización del Aborto en América Latina y el Caribe”.
- 25 de noviembre “Día Internacional de la Eliminación de la Violencia contra la Mujer”.[13]